# Titicaca-søen
Titicaca-søen ligger i Andesbjergene på grænsen mellem Peru og Bolivia. Vandoverfladen ligger 3.812 meter over havet, hvilket gør Titicaca til en af jordklodens højest beliggende søer. Søens areal er 8.372 km².
Søen er ca. 190 kilometer lang, 80 bred på det bredeste sted og har en maksimumdybde på 284 meter. Søen har 41 øer, hvoraf flere er beboede. Mest kendt er øerne Amatani og Taquile samt Soløen og Måneøen.
Titicacasøen har stor betydning i de præcolumbianske kulturers mytologi. Soløen er stedet hvor inkaernes stamfædre, søskende- og ægteparret Manco Capac og Mama Ocllo, blev skabt/født. Manco Capac er den første Sapa Inka.
Flere højkulturer har efterladt sig spor i området, herunder Tiwanaku-kulturen (ca. 400 f.Kr. - 1.000 e.Kr.) ved den bolivianske bred bliver betragtet som en af de centrale kulturer før Inkariget. Aymaraerne har i tusinder af år beboet området, hvor også uruerne er bosat. Uruerne skabte kunstige øer til beboelse og er i dag en af søens turistattraktioner.
Den bolivianske del af Titicacasøen huser den bolivianske flåde.

## Billeder
- Panorama over Titicaca-søen
- Fra en af Urufolkets siv-øer

- Wikimedia Commons har flere filer relateret til Titicaca-søen

15°50′S 69°20′V / 15.833°S 69.333°V